# Сун
 Тази статия е за китайската династия.  За китайския политик вижте Сун Ятсен.  
Сун (宋) е една от най-значимите китайски династии, управлявала от 960 до 1279 г. Тя успява да обедини по-голямата част от страната, слагайки край на периода на Петте династии и десетте царства и пада под ударите на монголите, които основават династията Юен (Юан).
Управлението на Сун се разделя на два периода – Северна Сун (Бейсун 北宋, 960 – 1127) и Южна Сун (Нансун 南宋, 1127 – 1279), свързани със завладяването на редица северни територии от джурченската държава Дзин и преместване на столицата южно от река Яндзъ в Ханджоу. През цялото си управление сунските императори са принудени да водят борба за съществуване с варварските империи на джурчените Дзин и на киданите Ляо, а в края на династията и с монголите.
Във вътрешен план историята на Сун е белязана от постоянни селски въстания, независимо от които обаче икономиката на страната се подобрява значително, а населението се увеличава двойно. В областта на културата и науката управлението на тази династия често се сравнява с европейското Просвещение, тъй като владетелите ѝ покровителстват различните религии и изкуства, по това време творят едни от най-прочутите китайски философи, положили основите на неоконфуцианството. В страната са осъществени редица реформи на държавния апарат с оглед неговата ефективност, реформирана е армията, създаден е силен морски флот, въведена е за първи път в света употребата на книжни пари.

## Основаване на династията
През 960 г. командващият императорската гвардия на династията Късна Джоу – Джао Куанин (Тайдзу), бил изпратен от главния министър Фан Джъ срещу малката държавица Северна Хан и подкрепящите я кидани. В град Чънцяо обаче, войниците му го обявили изненадващо за император, настоявайки да поеме управлението на страната. Когато новината стигнала до столицата на Късната Джоу – Биендзин (днешен Кайфън в провинция Хънан), заместниците на Джао Куанин, Шъ Шоусин и Уан Шънци също го признали за законен император, а по-късно към тях се присъединил и главният министър Фан Джъ. Малолетният император на Късната Джоу бил принуден да се оттегли от престола, а единствената съпротива дошла от висшия сановник Хан Тун, който обаче скоро умрял и бил погребан с големи почести от новия владетел.
Когато пристигнал в столицата Джао Куанин дал нареждане на войниците си да не грабят и унищожават нищо, а верните му военачалници Мужун Йенджао и Хан Лункун се справили с провинциалните командири Ли Юн и Ли Чундзин, противопоставящи се на династичната смяна. Като награда, военачалниците, лоялни на новия владетел били назначени за командири на императорската гвардия в столицата, но скоро били изпратени в провинцията, а Джао Куанин сам застанал начело на гвардията си. За да се предотврати съсредоточаването на прекалено много военна мощ в ръцете на военните, с която да се противопоставят на императорската власт, братът на новия владетел Джао Пу предложил всички военачалници да бъдат сменени. Това станало по време на един пир в двореца, като уволнените получили високи титли и богати владения като компенсация. Така първият сунски император успял в сравнително кратък период от време да утвърди властта си.

## Обединение и централизиране на империята
С утвърждаването на властта на Джао Куанин (Тайдзу) обаче, пред новия владетел стояла далеч по-трудната задача за обединение на разпокъсаната страна. По времето, когато седнал на престола северната част на днешната провинция Шанси била под властта на династията Северна Хан, а югът бил разделен между т.нар. Десет царства. По съвет на брат си Джао Пу и съветника Джан Юндъ, императорът започнал серия от походи за обединение, тръгвайки от юг на север. Първата държава, която била унищожена през 963 г. била малката и отслабена Нанпин (Дзиннан) в басейна на река Яндзъ, през 965 г. паднала Шу, Северната Хан била завладяна в 970 г., а през 975 г. в пределите на сунската империя била включена и Южната Тан.
Паралелно с обединителните походи обаче Тайдзу продължил да осъществява реформи, насочени към засилване на централната власт и отслабване на провинциалните военни губернатори, представляващи огромна заплаха за императорската власт още от времето на династията Тан. За тази цел префектурите и окръзите били поставени под прекия контрол на централното правителство, префектите (джъджоу 知州) били сменяни на всеки три години, а надзор върху дейността им упражнявали т.нар. контрольори (туънпан 通判), които докладвали директно в двора, данъците също били изпращани направо в столицата от специален чиновник (джуанюншъ 转运使), наказателният закон се упражнявал от централното правителство, а елитните военни части били разположени около столицата. Голяма част от армията представлявала опълчение (мубин 募兵), съставено повече от професионалисти, отколкото от селяни за разлика от предишните епохи. Наемането на обезземлени селяни във войската трябвало да отслаби техния потенциал за въстания и социални бунтове. Около половината от армията била дислоцирана край столицата, което давало възможност на императора бързо да реагира на вътрешни и външни заплахи. Генералите също постоянно били местени на други постове, за да се предотврати изграждането на пирятелски кръгове с офицерите и войниците им. Всички тези реформи били извършени с намерението да се стабилизира вътрешното положение на империята, но много скоро станало ясно, че те не са в полза на външната отбрана.

## Борба за върховенство с Ляо и Западна Ся
Обединението на Китай все още не било завършено, когато в 976 г. император Тайдзу умрял. Той бил наследен от по-малкия си брат Джао Гуани (Тайдзун), който продължил действащата политика. През 978 г. сунските армии завладели държавата У Юе и зависимите от нея територии в днешната провинция Фудзиен, след което се отправили срещу Северната Хан. Командваните от военачалниците Пан Мей и Гуо Дзин войски обсаждили от четири посоки северноханската столица Тайюен и блокирали северните пътища, от където напредвали съюзниците ѝ от киданската империя Ляо. След като сунските войски унищожили киданската армия, Северната Хан капитулирала и била включена в сунските предели. С това обаче император Тайдзун не прекратил агресивната си външна политика. Малко по-рано киданите завладели 16 префектури в района на Йенюен (около днешен Пекин), принадлежащи на държавата Късна Дзин, за които претендирала и Сун. След първоначалния успех на този фронт обаче, сунската армия била разбита край Пекин и трябвало да преустанови завоевателните си походи.
През 986 г., когато на трона на Ляо седнал малолетният император Шъндзун, сунските войски предприели втора кампания за освобождаването на Йенюен, но както и първия път, кидански сили – командвани този път лично от вдовстващата императрица Чънтиен, ги разбили. Поражението този път било дори по-тежко, тъй като сунският генерал Ян Йе бил пленен и хвърлен в затвора, където по-късно бил уморен от глад. След този разгром министър Сун Ци предложил да се преустановят военните походи и да се укрепи северната граница. Междувременно, на запад, друга империя се издигнала като равна по военна мощ на Сун – тангутската Ся (Западна Ся). През 80-те години на Х век, между основателя на тангутската империя Ли Дзициен и губернаторите на северозападните сунски области започнал конфликт, който прераснал в открити нападения и кулминирал в брачен съюз между Западната Ся и Ляо. Притиснат от две страни, император Тайдзун се опитал да спечели мир на североизточната си граница като предложил на Ли Дзициен да му предаде няколко гранични града и да го удостои с императорската фамилия Джао, но владетелят на Западната Ся отказал. Тогава сунският владетел се опитал да окаже икономически натиск на тангутите, затваряйки границата и попречвайки им да търгуват със сол, както и да купуват храни от Китай. Това обаче се оказало неефективно и само засилило тангутските нападения.
През 996 г. Сун предприела военна кампания, която отново била неуспешна. На следващата 997 г. император Тайдзун умрял и бил наследен от Джао Хун (Джъндзун). Новят император, не желаещ да се ангажира в продължителни и скъпоструващи военни кампании, се примирил със съществуването на Западната Ся, удостоил Ли Дзициен с титлата „военен губернатор“ (дзиедушъ 节度使) на Диннан и уан (王) на Сипин. Впоследствие тангутската империя била успокоена с дарове от злато, брокат, пари и чай, за да се предотвратят граничните нападения на китайска земя. След като разрешил непосредствената военна заплаха от северозапад, император Джъндзун трябвало да се справя със северния си съсед – киданите. Войната срещу империята Ляо кулминирала през 1004 г., когато вдовстватаща императрица Чънтиен и император Шъндзун насочили армиите си на юг и напреднали към Чанджоу на река Хуанхъ, откъдето поставили под непосредствена заплаха сунската столица Кайфън. Сунският двор бил разделен и готов да напусне столицата, министрите предлагали различни начини за овладяване на ситуацията – някои настоявали столицата да бъде преместена, други да се организира съпротива. В крайна сметка лично император Джъндзун застанал начело на армията си и подпомаган от синовете на генерал Ян Йе – Ян Йенлан и Ян Съ, тръгнал срещу киданите. До решителна битка обаче не стигнало, тъй като киданите преценили, че сунската армия е достатъчно силна, за да им се противопостави успешно и предложили мир. Императорът приел с охота и двете страни подписали т.нар. Договор от Чанюен, според който сунският владетел обявявал ляоския за свой по-голям брат и се задължавал да му плаща годишен занък от коприна и сребро. В същото Сун и Ляо обещавали да не нападат териториите си, както и да не допускат издигането на крепостни съоръжения по общата им граница. Впоследствие някои министри на Джъндзун определили договора като „срам за Сун“, последвалият мирен живот, съпътстван с икономически възход и финансово облекчение за правителството, показал правотата на привържениците на мира. Освен това дал и възможност на обикновеното население да се успокои от постоянните войни.

## Управлението на Джъндзун и Жъндзун
След сключването на Договара от Чанюен с империята Ляо на север, сунското правителство изпитало период на военно облекчение. Вместо обаче да започне прилагането на така необходимите след продължителния период на военни конфликти икономически реформи, император Джъндзун се отдал на скъпи и пищни държавни ритуали, посветени на отделните религии. Важна роля за това изиграл и първият министър Уан Жуоцин, който настоял владетелят да спази задължението си за провеждане на традиционните жертвоприношения, посветени на Небето и Земята. Императорът предприел и няколко молитвени пътувания до планината Тайшан, заповядал в столицата да бъдат изградени будистки и даоски манастири, и подпомагал всячески развитието на тези две религии. В резултат на тези действия обаче, към края на 15-годишното му управление държавната хазна се оказала в критично състояние.
През 1022 г. Джъндзун починал и на престола седнал малолетният му син Джао Джън (Жъндзун), от чието име през следващите 12 години реалната власт като регент упражнявала майка му – вдовстватаща императрица Лиу, подпомагана от фаворитете си Лю Идзиен и Йен Шу. Когато императрицата починала и Жъндзун поел цялата власт, той отстранил от управлението Лю Идзиен, но скоро пак го повикал на служба, защото бил неспособен да се справи с управлението без опитния министър. По това време основните заплахи за сунското правителство били две – прекалено големият брой на държавните чиновници, представляващи сериозна заплаха за хазната, и на второ място недееспособната армия, която за 12 години мирен живот, се оказала напълно неподготвена за реални военни операции. Това се видяло ясно след 1039 г., когато на престола на Западна Ся седнал Ли Юенхао и веднага обърнал поглед на юг. Военните сблъсъци със сунски Китай зачестили, но в 1044 г. мирният договор между двете империи бил подновен. От тази ситуация обаче се възползвали киданите и предприели няколко военни кампании срещу Сун. В същото време империята била разтърсена от множеството войнишки и селски въстания – през 1043 г. Уан Луън се разбунтувал в района на Шандун, а същата година избухнало селско въстание в Шанси, водено от Джан Хай, чийто отряди се обединили с дезертиралите войници на Шао Син. Бунтът на войника Уан Дзъ през 1047 г. довел армията му в непосредствена близост до столицата Кайфън.

## Начало на реформите
В тази критична ситуация различните министрите от двора на император Джъндзун предложили някои мерки за облекчаване положението на народа и намаляване на държавните разходи. Така например, Уан Ючън предложил да се осигури мир с Ляо и Западната Ся; да се намали държавната и военната администрация и да се свалят данъците; да се направят държавните изпити по-трудни и да се намали броят на новите служители, да се намалят разходите за манастирите; да се увеличат правомощията на висшите служители и да се намали политическото влияние на евнусите. Няколко години по-късно, при император Жъндзун, Сун Ци наблегнал на важността от провеждане на „трите увеличения и трите намаления“ (санжун санфей 三冗三费), предвиждащи да се намали броят на държавните служители, военните части, които не са ангажирани непосредствено и броят на будистките монаси и монахини, както и да се съкратят разходите за даоското и будисткото духовенство и редица административни служби.
През 40-те години на XI век министър Фан Джунйен успял да осъществи някои от реформите с помощта на Оуян Сиу, Ю Дзин, Цай Сян, Хан Ци и Фу Би. Най-напред назначаването на държавни служители се извършвало по-гъвкаво, като способни личности били допускани да останат на служба повече от три години на един пост, а неспособните – освобождавани много по-лесно. В същото време, синовете и роднините на служителите не можели автоматично да получават чиновническа служба. По време на изпитите познаването на поезията било редуцирано за сметка на конфуцианските канони. Служителите в провинциите, които били отговорни за транспортирането на данъците, трябвало да бъдат по-стриктни и били избирани от централните власти. Държавната земя, давана на чиновници, трябвало да бъде разпределяна по по-справедлив начин. Земеделското производство трябвало да се подобри чрез изграждане на диги и канали. Военните части, разположени около столицата били ангажирани в земеделски работи и обучавани по-ефективно. Безвъзмездният труд в полза на държавата също бил намален. Издадените укази от императорския дворец трябвало да бъдат прилагани незабавно, като се следяло за тяхното надлежно изпълнение. Тези първи реформи не просъществували дълго, тъй като остро им се противопоставили земеделските собственици и заможните слоеве. Под техен натиск в 1045 г. Фан Джунйен и Фу Би били отстранени от постовете им. Но скоро следващото поколение реформатори привлякло вниманието на император Жъндзун. Техен водач бил Бао Джън, а основните им предложения се състояли в намаляване на раздутия граждански и военен състав, както и изкореняване на корупцията сред тях.
В 1059 г. друг реформатор Уан Аншъ написал книга (Йеншъшу 言事书), в която акцентирал върху морално обучение на държавните чиновници, което трябвало да повлияе на поведението им. Според него причината за финансовите проблеми не бил прекалено големият брой на чиновниците, а несправедливото разпределение на ресурсите между тях. Друга група реформатори, сред които Съма Гуан, Су Шъ и Су Чъ, настоявали за намаляване броя на императорската гвардия, подобряване качеството на държавните изпити, както и да се позволи на способни чиновници да заемат постовете си повече от три години. Финансите трябвало да се разпределят по начин, който да позволи на всички социални групи – селяни, занаятчии и търговци, да се занимават свободно с професиите си, за да се гарантира възможно най-висока производителност на труда. Су Шъ дори предложил да се облагат с данъци и държавните служители, а не само останалото население. Критични за реформите се оказали 60-те години на XI век.

## Реформите на Уан Аншъ
През 1063 г. император Жъндзун бил наследен от Джао Шу (Индзун). Новият владетел се разболял и в 1067 г. умрял, а на трона се възкачил синът му Джао Суо (Шъндзун).
Първоначално младият император настоял Фу Би да му стане съветник, но старият чиновник отказал. Тогава група бюрократи около Уан Аншъ успели да спечелят доверието на Шъндзун и да започват прилагането на редица важни реформи, чиято цел била да се разрешат финансовите и военни проблеми на държавата.
Първата серия от мерки, целяла да се увеличат държавните приходи и да се намали икономическата мощ на търговците, често манипулиращи цените. В опит да балансира търсенето и предлагането на важни стоки, Уан Аншъ назначил т.нар. транспортни агенти (фаюншъ 发运使), които следели за прилагането на специална система за доставки (дзюншуфа 均输法), предвиждаща доставка на стоки за столицата съобразно реалното търсене. Разходите се контролирали като се купували най-евтините и се складирали по-скъпите стоки. Пазарните цени също били обект на контрол от т.нар. пазарни бюра (шъисъ 市易司) чрез специални тарифи (шъифа 市易法). Взаимните кредити между пазарните бюра и търговските гилдии трябвало да попречат на лихварите да монополизират и манипулират този сектор. Императорският дворец трябвало да продава и купува стоки от различни пазарни институции, а не само от търговските гилдии, за намаляване на зависимостта му от един търговски субект. Търговците трябвало да плащат данък върху оборота, вместо за услугите и стоките, които предлагали.
Втората серия мерки трябвало да консолидира земеделското производство и да предотврати увеличаване броя на обезземленото селско население. Държавата контролирала цената на зърното не чрез укази, а чрез покупко-продажба. Селяните можели да получават кредити, докато реколтата им все още не била готова, необходимата за държавни строежи работна сила била пресмятана точно и селяни били наемани само при необходимост. Данъците били определяни според качеството на земята, разделена в пет категории. Земеделската земя била надлежно описана и регистрирана, за да се контролира намаляването или увеличаването на частните владения. Селяните или собственици на земя, които отвоювали земя от природата били награждавани.
На трето място, били въведени мерки, чиято цел била да се укрепи военната мощ на империята. Армейските части трябвало да бъдат обучавани по-системно от своите офицери и военачалници, а излишната инфраструктура била премахната. Домакинствата били обособени в групи от по десет или пет (баодзя 保甲), които трябвало да организират надзор и стража на определени райони, като с това се облекчили държавните разходи за армията. Четвъртата серия мерки трябвало да засили изпитната система. Поезията и литература били изоставени за сметка на важни постулати от класическото конфуцианство и разглеждане на реалните проблеми. В държавните академии и университети били назначени нови преподаватели, в столицата били отворени нови училища, в които се преподавали бойни изкуства, право и медицина.
Всички тези реформи като цяло усилили централната власт и осигурили нормално функциониране на империята. Те имали и своите противници, дори сред императорската фамилия и представителите на старото чиновничество, които се чувствали застрашени от тях. Сред опонентите на реформите на Уан Аншъ били също стари реформатори като Оуян Сиу и Фу Би, вдовстващите императрици Цао, Гао и дори братът на императора Джао Хао.

## Отмяна на реформите и селски бунтове
През 1085 г. император Шъндзун починал и престола наследил малолетният му син Джао Сю (Джъдзун), от чието име като регент действала вдовстващата императрица Гао, подпомагана от двама министри – Съма Гуан и Лю Гунджу. Под тяхно ръководство всички реформи, предприети от покойния император, били отмененени, което получило в историята името „Отмяната Юенйоу“ (Юенйоу гънхуа 元祐更化), без да се вземат предвид ползите, които те донесли за управлението. Във външен план пасивната политика също била подновена и някои територии – отстъпени на Западна Ся. Цай Цюе, Джан Дуън, Шън Куо, Лю Хуейцин и Хан Джън – последните представители на реформистката партия, били принудени в 1086 г. да се оттеглят от постовете си, и заменени с верни на Съма Гуан чиновници. След неговата смърт обаче консервативната партия се разпаднала на три фракции – хънанска (луодан 洛党), водена от неоконфуцианския учен Чън И; съчуанска (шудан 蜀党), начело със Су Шъ и Лю Тао, и шансийска (шуодан 朔党), ръководена от по-малко известни полтици като Лиу Джъ, Лян Тао, Уан Йенсоу и Лиу Аншъ.
Със смъртта на вдовстватащата императрица Гао през 1093 г. младият Джъдзун поел властта в ръцете си, с което антиреформистките групи бързо загубили позициите си и императорът, който дълго време трябвало пасивно да наблюдава фракционните борби, решил да въведе отменените реформи. През 1094 г. Джъдзун възстановил на постовете им много видни чиновници от старата реформистка партия, заменяйки лоялните на Съма Гуан хора. Важни части от старите реформи отново били възстановени, а на гарнизоните по северозападната граница било заповядано да подновят изграждането на отбранителни съоръжения и да предприемат атаки срещу гранични крепости на Западна Ся. Но независимо от силните позиции, които имала сега реформистката практика, тя също се разцепила на две фракции, водени съответно от Джан Дуън и Ли Цинчън.
През 1100 г. император Джъдзун умрял и бил наследен от брат си Джао Дзи (Хуейдзун). Тъй като и той бил малолетен, властта поела вдовстващата императрица Сян и възползвайки се от разногласията между висшите чиновници, назначила на висшите постове собствени фаворити. С тази промяна в двора везните отново се наклонили в полза на антиреформистите, водени сега от Хан Джунйен и Дзън Бу. Когато в 1102 г. император Хуейдзун официално поел властта те били уволнени и нова група министри, начело с Цай Дзин, поела контрола върху държавните дела. Въпреки че официално той възстановил реформите на Уан Аншъ, приложението им на практика било далеч от това по времето на великия реформатор, и на практика почти нищо не се променило за голяма част от народа. В допълнение Цай Дзин въвел отново старото данъчно облагане за производството на чай (цюечафа 榷茶法), установяващо държавен монопол върху производството и търговия на чай била държавни. По същия начин, контролираните от държавата квоти за търговия със сол (йенчао 盐钞) трябвало да осигурят приходи за ханата. При управлението на Цай Дзин обаче някои евнуси като Ян Дзиен и Ли Йен придобили незаконно държавна земя, използвайки благосклонното отношение на първия министър към тях. Самият Цай Дзин също покровителствал незаконната търговия със зърно, извършвана от негови приближени. В същото време император Хуейдзун, който бил голям патрон на артистите и самият той ангажиран в множество културни занимания, живеел в разкош, без да се интересува особено от държавните дела. При него държавните финанси били управлявани от евнуха Тун Гуан, който отговарял и за върховното военно командване и също като Цай Дзин използвал незаинтересоваността навладетеля, за лично обогатяване.
През 1119 г., след няколко военни конфликта в граничните с Тубуо и Западната Ся райони, бил сключен мир с тангутите. В същото време икономическото положение на населението, особено това, което живеело по долното течение на река Яндзъ, било доста тежко. В 1120 г. в този район избухнало голямо селско въстание, водено от Фан Ла. Селската армия завзела град Ханджоу и към нея се присъединили мнозина, след което окупирала цялата делта на Яндзъ – изключително важен за сунската икономика район. Докато въстаническите армии напредвали във всички посоки, сунското правителство изпратило армиите си, командвани лично от евнуха Тун Гуан, Тан Джън, Уан Лин и Лиу Джън, които си върнали Ханджоу, пленили Фан Ла и избили множество въстаници. Оцелелите бунтовнически части обаче продължили съпротивата и били унищожени едва в 1122 г. През 1119 г. избухнал и друг бунт – малка армия, водена от Сун Дзян се разбунтувала, но скоро била усмирена от правителствените войски. На следващата 1120 г. серия от бунтове разтърсили всички северни провинции на империята и дали да се разбере, че селяните повече не желаят да страдат. Най-голямата заплаха за Сун по това време обаче идвала от север.

## Джурченското нашествие и краят на Северната Сун
През първите две десетилетия на XII век джурчените, водени от амбициозния си и талантлив хан Агуда, почти безпроблемно завладели една по една киданските територии и заплашвали да сложат край на империята Ляо. Изправен пред тази непосредствена опасност, ляоският император помолил Хуейдзун за помощ. Сунският двор обаче видял в това възможност да си върне старите китайски територии около днешен Пекин. През 1120 г. Сун и основаната в 1115 г. от Агуда династия Дзин сключили т.нар. „презморски съюз“ (хайшан мънюе 海上盟约), според който Ляо трябвало да бъде унищожена, а районът на Янюен (Пекин) да бъде предаден на Сун. Но тъй като голяма част от сунската армията била ангажирана с въстанието на Фан Ла, а Тун Гуан и Цай Йоу подценили военната сила на Ляо, китайските части били разбити. В същото време джурчените завладели град Йендзин (Пекин) и отказали да го предадат на Сун, докато империята не се съгласила да им плаща годишен данък. Това обаче не станало и градът бил оплячкосан и изоставен, след което сунски части влезли в него. По време на тези сблъсъци джурчените осъзнали, че сунските армии не могат да им се противопоставят ефективно, и в 1125 г. Агуда изпратил войски да завладеят градовете Тайюен и Йендзин (Пекин), но се сблъскал с неочаквано ожесточена съпротива. На изток, генерал Гуо Юешъ обаче не успял да устои на джурченския натиск, и нашествениците преминали река Хуанхъ. Паникьосан император Хуейдзун се отказал от престола в полза на сина си Джао Хуан (Циндзун) и се отправил на юг, а мнозина се обявили срещу висшите министри, отговорни за лошото управление през изминалите две десетилетия. В резултат Уан Фу, Ли Йен, Лиен Шъчън, Цай Дзин и Тун Гуан били осъдени на смърт или убити, докато се опитвали да избягат. Сред новите министри веднага се обособили два лагера. Първият министър Бай Шъджун, Ли Банйен и Джан Банчан предложили Сун да се подчини на джурчените, докато други, като Ли Ган, Ли Джуо и Джън Уан, настоявали за съпротива. След няколко първоначални сблъсъка джурчените представили своите искания – Сун трябвало да се откаже от всичките си северни територии, да плаща данък, да приеме дзинският император като свой номинален настойник и да изпрати заложници. Докато течели преговорите обаче, сунски войски напреднали към столицата и джурчените се оттеглили на известно разстояние, взимайки заложници. Партията, настояваща за съпротива усилила позициите си, и дзинските армии трябвало да се примирят временно с положението и да се оттеглят на север. Година по-късно обаче (1126) дзинските армии отново се насочили на юг, завладявайки този път Тайюен и Дамин – градът, осигуряващ пряк достъп до столицата Кайфън. Този път императорът бил готов да се откаже от северните провинции, дори предложил да се предаде на джурчените територията до река Яндзъ. След като две армии на джурчените обсадили Кайфън, император Циндзун лично се срещнал с техните военачалници и подписал капитулация. Това обаче не спасило столицата, която била превзета и оплячкосана, а Джан Банчан бил обявен за император на т.нар. династия Чу, марионетна на Дзин. Императорът и баща му Хуейдзун, били отведени в плен, заедно с целите им свити.

## Начало на Южната Сун и конфликт с Дзин
След катастрофата на империята през 1126 г. принцът на Кан Джао Гоу (Гаодзун) се обявил за император в южната столица Интиен, с което поставил начало на династията Южна Сун. Следващите десетилетия до 1141 г. се характеризирали с постоянна борба между привържениците на партията на войната, която настоявала да се завладеят отново окупираните от джурчените територии, и партията на мира, обявяваща се за договаряне с Дзин, за да се осигури политическата и финансова стабилност на младото южносунско правителство.
Първият министър Ли Ган, Джан Гуо и Уан Сие, използвайки настроението на голяма част от населението от окупираните територии, организирали съпротива срещу джурчените. Император Гаодзун и съветниците му Хуан Циеншан и Уан Буойен обаче предпочели мирното разрешаване на конфикта, което засилило значително позициите на антивоенната партия, и някои нейни опоненти като Чън Дун и Оуян Чъ дори били екзекутирани заради призивите си за война с Дзин. Междувременно народната съпротива срещу джурчените вече течала – селско население от окупираните територии организирало т.нар. „армия на червените забрадки“ (хундзиндзюн 紅巾軍) и често нанасяло поражения на малки дзински части. Друг център на съпротивата била т.нар. „армия на осемте йероглифа“ (бадзъдзюн, 八字軍), командвана от Уан Йен, в страната действали десетки други отряди, които също се борели срещу дзинските нашественици. Тъй като императорският двор не приветствал съпротивителното движение, едва неколцина държавни служители се включили в него. Това оказало своето влияние и през следващите няколко години съпротивата сред населението в долината на река Хуанхъ постепенно отслабвала или била потушена от джурченски войски.
През 1128 и 1129 г. джурчените предприели широкомащабни военни действия срещу Сун. Те нападнали префектурата Янджоу, принуждавайки императора да се изтегли на юг до Ханджоу. В тази ситуация, висшите чиновници Мяо Фу и Лиу Джънйен организирали опит за преврат срещу император Гаодзун, но бунтът им бил потушен от верни на владетеля части. Междувременно дзински части прекосили река Яндзъ и превзели Дзиенкан, принуждавайки император Гаодзун да се спасява по море. Само малобройни части под водачеството на Хан Шъджун, които се сражавали в района на Хунтиендан, успели да предотвратят преследването на императора от джурчените. Впоследствие прочутият генерал Юе Фей освободил Дзиекан и изтласкал джурчените северно от Яндзъ, други дзински части също били разбити от Джан Жун при тресавището Ляншан. По това време джурчените избрали за владетел на т.нар. династия Ци – Лиу Ю, който трябвало да се противопостави на властта на Сун. През 1131 г. дзинските армии претърпели ново сериозно поражение от сунски войски в долината Хъшан (в днешна Шанси). Три години по-късно (1134) сунските армии постигнали нов успех срещу джурчените и водени от военачалниците У Дзие и Юе Фей, успели да върнат под властта на китайския император обширни територии в днешна провинция Хънан.
Въпреки военните успехи през тези години, които постепенно стабилизират и вътрешното положение на династията, император Гаодзун и първия министър Цин Куай останали привърженици на политиката на мир, вместо да търсят по-нататъшно териториално разширение на север. Тези, които се противопоставили на тази линия (Ли Гуан, Джан Дзюн, Хан Шъдзун и Юе Фей) били отстранени от постовете им, а двете империи започнали преговори за изготвяне на мирен договор. Според проекта, Дзин трябвало да се откаже от някои територи, в джурченския двор Уанйен Дзунби успял да се наложи над партия на мира и дзинските армии отново тръгнали на юг. Начело на сунската армия застанал Лиу Ци, който успял отново да победи джурчените. Старият генерал Юе Фей също бил върнат на поста му и под негово командване малобойни сунски части успели да разбият голяма дзинска армия при Йенчън. Военните победи създали благоприятни условия за освобождаване на загубените територии и подчиняване на джурчените, но централното правителство забранило на армиите си по-нататъшно настъпление на север. Политическите врагове на Юе Фей и Хан Шъджун отново успели да постигнат отстраняването им.
През 1141 г. империята сключила с Дзин т.нар. Договор от ерата Шаосин (Шаосин хъи 绍兴和议), според който Сун признава династията Дзин за върховна, определена била границата между двете империи, която се движела приблизително между долните течения на реките Хуанхъ и Яндзъ, а Сун се задължавала да изплаща на Дзин годишен данък в коприна и сребро.

## Упадък на Южната Сун
След сключването на мирния договор с джурчените през 1141 г. силната фигура в централното правителство става Цин Куай, подкрепян от доктора Уан Дзисиен и евнуха Джан Цюуей. Техните опоненти като Джан Фей и Шао Лун са отстранени, а някои дори екзекутирани. След смъртта на Цин Куай неговите привърженици на свой ред са отстранени от постовете им. Въпреки това провежданата от него политика на умиротворяване на страната е продължена от новите министри Уан Съли и Тан Сътуей. При тяхното управление обаче избухват множество селски бунтове в Дзянси, Хунан, Фудзиен и Джъдзиен, показващи, че икономическата експлоатация на големи части от населението продължава с пълна сила.
Военните действия срещу джурчените са подновени, когато принц Хайлин (Уанйен Лян) сяда на трона на Дзин през 1161 г. Тази война обаче се оказва неуспешна за джурчените, тъй като се налага да се бият на два фронта – срещу редовната сунска армия и бунтовници, водени от Син Цидзи. Сунският генерал Ли Бао влиза в контакт с бунтовническата армия и с нейна помощ успява да разбие част от дзинския военен флот. По време на тази морска битка за първи път в световната история е използван барут за военни цели. Поражението утежнява политическата ситуация в Дзин и Уанйен Лян е убит, а за император е обявен Шъдзун, който нарежда на армията си да се изтегли на север. Независимо от това обаче териториалните придобивки в района на днешните провинции Хънан и Шанси, които успели да спечелят сунските армии, скоро отново попадат в ръцете на джурчените.
През 1162 г. император Гаодзун абдикира в полза на сина си Джао Шън (Сяодзун), който незабавно предприема нова политика на съпротива срещу джурчените. Като първа крачка новият владетел възстановява на постовете им двама прочути военачалници – Юе Фей и Джан Дзюн, но след първоначалните победи, джурчените отново вземат връх във военното противостоене. Тогава партията на мир се налага в двора, в резултат на което е подписан т.нар. Договор от ерата Лунсин (Лунсин хъ 隆兴和议). При император Сяодзун икономическото и социално положение на селското население продължава да се влошава и това води до избухването на няколко бунта в района на Хунан и Гуандун.
През 1189 г., разочарован от властта и неспособен да се справи със ситуацията в държавата си, Сяодзун абдикира, предавайки престола на сина си Джао Дуън (Гуандзун). Четири години по-късно Гуандзун е обявен за невменяем и принуден на свой ред да се откаже от престола. Неговият син Джао Куо (Ниндзун) става нов владетел на Поднебесната през 1194 г. В началото на неговото управление родственикът на императорската фамилия Джао Жуи е назначен за първи министър, като сред неговите съветници е един от най-значимите китайски философи и основоположник на неоконфуцианството – Джу Си. В 1196 г. нови дворцови интриги довели на поста първи министър Хан Туоджоу, който забранява изучаването на джусианската философия. През 1206 г. сунската империя предприема ново нападение на север, което завършва безславно. През 1208 г. е сключен третият мирен договор между Сун и Дзин, а след неуспешния поход на Хан Туоджоу на север, в следващото десетилетие дворцовата политика се определя от новия първи министър Шъ Миюен. По негово време икономическата ситуация се влошава още повече, като за това голяма роля изиграва вкарването в употреба на още книжни пари. През 1197 г. населението на остров Дасишан се разбунтува срещу жестокостта на финансовите чиновници, за което на практика е изклано, в 1208 г. племената яо, водени от Луо Шъчуан и китайско носеление, под ръководството на Ли Юенли, се вдигат на бунт в района на днешната провинция Хунан.
В 1220 г. Джан Фу и Муо Дзиен оглавяват т.нар. Въстание на червените тюрбани в Съчуан. По същото време в столицата е разкрит заговор на военния командир Луо Жъюен, целящ да отстрани от власт първия министър. Всички тези вътрешни борби, бунтове и войни с джурчените водят до сериозно влошаване на вътрешнополитическото, соцално и икономическо положение на сунската империя, което се оказва решаващо за неспособността ѝ да се справи с новата заплаха от север – монголите.

## Краят на династията
От началото на XIII в. монголският хан Темучин (Чингиз хан) обединил разпокъсаните номадски монголски племена в единна държава, която бързо се издигнала като сериозна военна заплаха за империята Дзин. Сун използвала това и през 1215 г. прекратила плащането на годишния данък, в отговор, на което дзинският император Сюендзун оглавил наказателна експедиция. В Съчуан обаче джурчените претърпели сериозни поражения от сунски войски, които действали съвместно с части на Западната Ся, а в Шандун били подкрепени от т.нар. „армия на червенодрешковците“ (хунаодзюн 红袄军) – бунтовници, водени от Ян Анър, Ян Мяоджън и Ли Цюен. Тези поражения на джурчените принудили новият им император Айдзун да прекрати нападенията срещу Южен Китай, още повече че северната част на държавата му вече била окупирана от монголците.
През 1217 г. първият министър Шъ Миюен извършил дворцов преврат като поставил на трона Джао Юн (Лидзун), вместо престолонаследника Джао Хун. Последният вдигнал бунт, който бил бързо потушен, а Шъ Миюен останал силна фигура за още едно десетилетие. В същото време „армията на червенодрешковците“ се обърнала срещу сунското правителство и започнала борба с него, като бунтът бил потушен окончателно едва през 1231 г. Междувременно монголците продължили настъплението си на юг, което принудило в 1233 г. сунското правителство да стане техен съюзник, в замяна на обещанието да му бъдат върнати всички територии южно от река Хуанхъ. Скоро, с помощта на монголците, след десетилетия на ожесточени борби джурченската империя Дзин била победена. Година по-късно китайски армии влезли в старите столици на Северната Сун, но само, за да видят как те са оплячкосани от монголците. Номадите, водени сега от сина на Чингиз хан – Угедей, започнали постепенно да разширяват експанзията си на юг, без да се интересуват от това, че били формални съюзници на Сун.
От 1235 г. обект на монголските атаки станал Съчуан, а окупирането на този регион се оказало важна стъпка към цялостното завладяване на юга. През 1236 г. в ръцете им паднал важният град Сянян, откриващ пътя към долината на река Яндзъ. Междувременно, на изток сунски армии все още удържали монголския натиск, тъй като основните войски на номадите по това време били ангажирани в Централна Азия и руските княжества. В Съчуан губернаторът Ю Дзие успял да укрепи редица крепости в планинските райони и оттам да удържи провинцията през следващите десетина година. Монголските атаки срещу Сун се засилили с избирането на Мунке за велик хан в 1251 г. През 1253 г., прекосявайки долината Чънду в Съчуан, монголите завладели южнокитайското царство Дали (днешна провинция Юннан), с което заплахата над Сун вече била непосредствена.
В 1259 г. великият хан Мунке умрял и китайският генерал Дзя Съдао се възползвал, за да върне Съчуан под властта на Сун. Междувременно сунското правителство се оказало неспособно да се справи както с надвисналата монголска заплаха, така и с новите селски въстания в района на съвременните провинции Фудзиен и Хунан. В двора на император Лидзун основна роля по това време играели фамилиите Йен, Дзя и евнусите Дун Сунчън и Ли Юншън. В 1260 г. генерал Дзя Съдао станал първи министър и поел властта от името на новия император Джао Ци (Дудзун). Тъй като данъчните приходи на империята били твърде ниски, новият министър се опитал да реформира търговията със земя чрез специален закон за държавните земи (гунтиенфа 公田法). Тази стъпка обаче не подобрила с нищо положението в империята. През същата 1260 г. за велик хан на монголците бил избран внукът на Чингиз хан – Хубилай, който продължил завоевателната политика на предшествениците си и в 1271 г. се провъзгласил за император на династията Юен. Той привлякъл за съветници китайци, с чиято помощ след продължителна обсада в 1273 г. превзел градовете Сянян и Фанчън. С това река Яндзъ била отворена за флота на монголците, които започнали мащабното завоевание на Южен Китай. Година по-късно, престолонаследникът Джао Сиен (Гунди) бил обявен за император, като реалната власт все още била в ръцете на Дзя Съдао. Когато монголските армии и флота напреднали и превземали провинция след провинция, Дзя Съдяо предложил империята да се подчини на новите завоеватели, но първият министър на Юен Баян отказал. Последните остатъци от сунската армия били разгромени, а Дзя Съдао – убит. Император Гунди абдикирал, но верни на Сун служители обявили за нови владетели братята му Джао Шъ и Джао Бин.
Джао Шъ (Дуандзун) бил обявен за император далеч от столицата – във Фуджоу, но скоро умрял по време на битка в Гуандун. Брат му Джао Бин бил поставен на трона на един остров в Южнокитайско море – Яишан. В 1279 г. монголците превзели острова и главният министър Лу Сиуфу, заедно с последния сунски император се хвърлили в морето. Така за първи път в своята история целият Китай попаднал под чужда власт за период около 100 години. Управлението на окупираните китайски територии минава в монголската династия Юен (Юан).

## Таблица на сунските императори

### Северна Сун, 960 – 1127
| Храмово име     | Име                                      | Период на управление | Име на ера и хронология |
| --------------- | ---------------------------------------- | -------------------- | --- |
| Тайдзу (太祖)   | Джао Куанин (趙匡胤)                     | 960 – 976            | - Дзиенлун (建隆) 960 – 963 - Циендъ (乾德) 963 – 968 - Кайбао (開寶) 968 – 976 |
| Тайдзун (太宗)  | Джао Куани (趙匡義); Джао Гуани (趙光義) | 976 – 997            | - Тайпинсингуо (太平興國) 976 – 984 - Юнси (雍熙) 984 – 987 - Дуангун (端拱) 988 – 989 - Чунхуа (淳化) 990 – 994 - Джъдао (至道) 995 – 997 |
| Джъндзун (真宗) | Джао Хън (趙恆)                          | 997 – 1022           | - Сиенпин (咸平) 998 – 1003 - Дзиндъ (景德) 1004 – 1007 - Даджунсянфу (大中祥符) 1008 – 1016 - Тиенси (天禧) 1017 – 1021 - Циенсин (乾興) 1022 |
| Жъндзун (仁宗)  | Джао Джън (趙禎)                         | 1022 – 1063          | - Тиеншън (天聖) 1023 – 1032 - Миндао (明道) 1032 – 1033 - Дзинйоу (景祐) 1034 – 1038 - Баоюен (寶元) 1038 – 1040 - Кандин (康定) 1040 – 1041 - Цинли (慶曆) 1041 – 1048 - Хуанйоу (皇祐) 1049 – 1054 - Джъхъ (至和) 1054 – 1056 - Дзяйоу (嘉祐) 1056 – 1063 |
| Индзун (英宗)   | Джао Шу (趙曙)                           | 1063 – 1067          | - Джъпин (治平) 1064 – 1067 |
| Шъндзун (神宗)  | Джао Сю (趙頊)                           | 1067 – 1085          | - Синин (熙寧) 1068 – 1077 - Юенфън (元豐) 1078 – 1085 |
| Джъдзун (哲宗)  | Джао Сю (趙煦)                           | 1085 – 1100          | - Юенйоу (元祐) 1086 – 1094 - Шаошън (紹聖) 1094 – 1098 - Юенфу (元符) 1098 – 1100 |
| Хуейдзун (徽宗) | Джао Дзи (趙佶)                          | 1100 – 1125          | - Дзиенджундзингуо (建中靖國) 1101 - Чуннин (崇寧) 1102 – 1106 - Дагуан (大觀) 1107 – 1110 - Джънхъ (政和) 1111 – 1118 - Чунхъ (重和) 1118 – 1119 - Сюенхъ (宣和) 1119 – 1125                                                                                |
| Циндзун (欽宗)  | Джао Хуан (趙桓)                         | 1126 – 1127          | - Дзинкан (靖康) 1125 – 1127 |